# Recurso de injusticia notoria
El Recurso de Injusticia Notoria era un recurso procesal que conocía el Consejo de Indias, en su sala de gobierno (y no en la de justicia) por ser considerado una merced del soberano). Sólo procedía en materias civiles y a fines del siglo XVIII, también se le incorporaba el fuero militar.
Procedía cuando existía algún defecto notorio (sustancial) en el procedimiento (falta de emplazamiento, la no recepción de la causa a prueba, etc.) o cuando la sentencia tenía un vicio al ir en contra de alguna de las fuentes del derecho vigente. Este recurso equivale a un recurso de casación o de nulidad actual.